# Dubioniscus marcuzzii
Dubioniscus marcuzzii är en kräftdjursart som först beskrevs av Albert Vandel 1952.  Dubioniscus marcuzzii ingår i släktet Dubioniscus och familjen Dubioniscidae. Inga underarter finns listade i Catalogue of Life.